# Малмиж (Нанайський район)
Малми́ж (рос. Малмыж) — село у складі Нанайського району Хабаровського краю, Росія. Входить до складу Верхньонергенського сільського поселення.

## Населення
Населення — 72 особи (2010; 99 у 2002).
Національний склад (станом на 2002 рік):
- росіяни — 81 %